# Górny łuk styczny

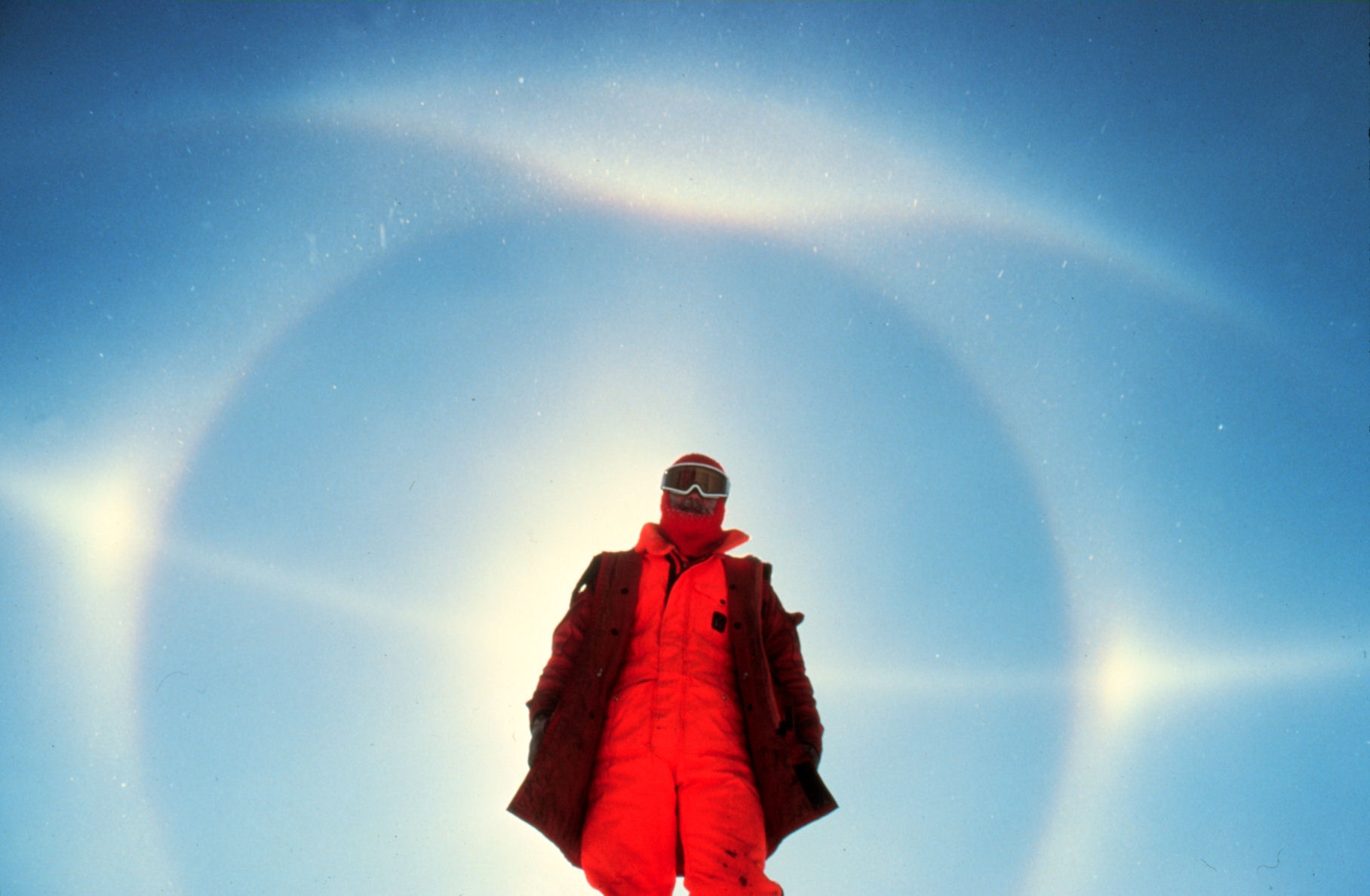
Górny łuk styczny – jasny łuk u góry fotografii

Górny łuk styczny (ang. upper tangent arc) – zjawisko optyczne, przejawiające się w postaci łuku o delikatnych barwach, stycznego do halo 22-stopniowego w punkcie ponad słońcem. Przy gorszych warunkach przejawia się tylko jako intensyfikacja światła w górnej części halo.
Zjawisko powstaje w identyczny sposób jak halo 22°, ale tylko na kryształach lodu ułożonych poziomo. Jego kształt zależy od wysokości słońca nad horyzontem. Gdy słońce jest wyżej, ramiona uginają się w dół coraz bardziej. Dla kątów powyżej 29° ramiona łuku górnego łączą się z ramionami łuku stycznego dolnego, tworząc halo opisane.